# سنت بندیکت (آیووا)
سنت بندیکت (به انگلیسی: St. Benedict) شهری در ایالت آیووا کشور ایالات متحده آمریکا است که جمعیت آن در سرشماری سال ۲۰۱۰ میلادی، ۳۹ نفر بوده‌است.